# Yekatit-12-Denkmal

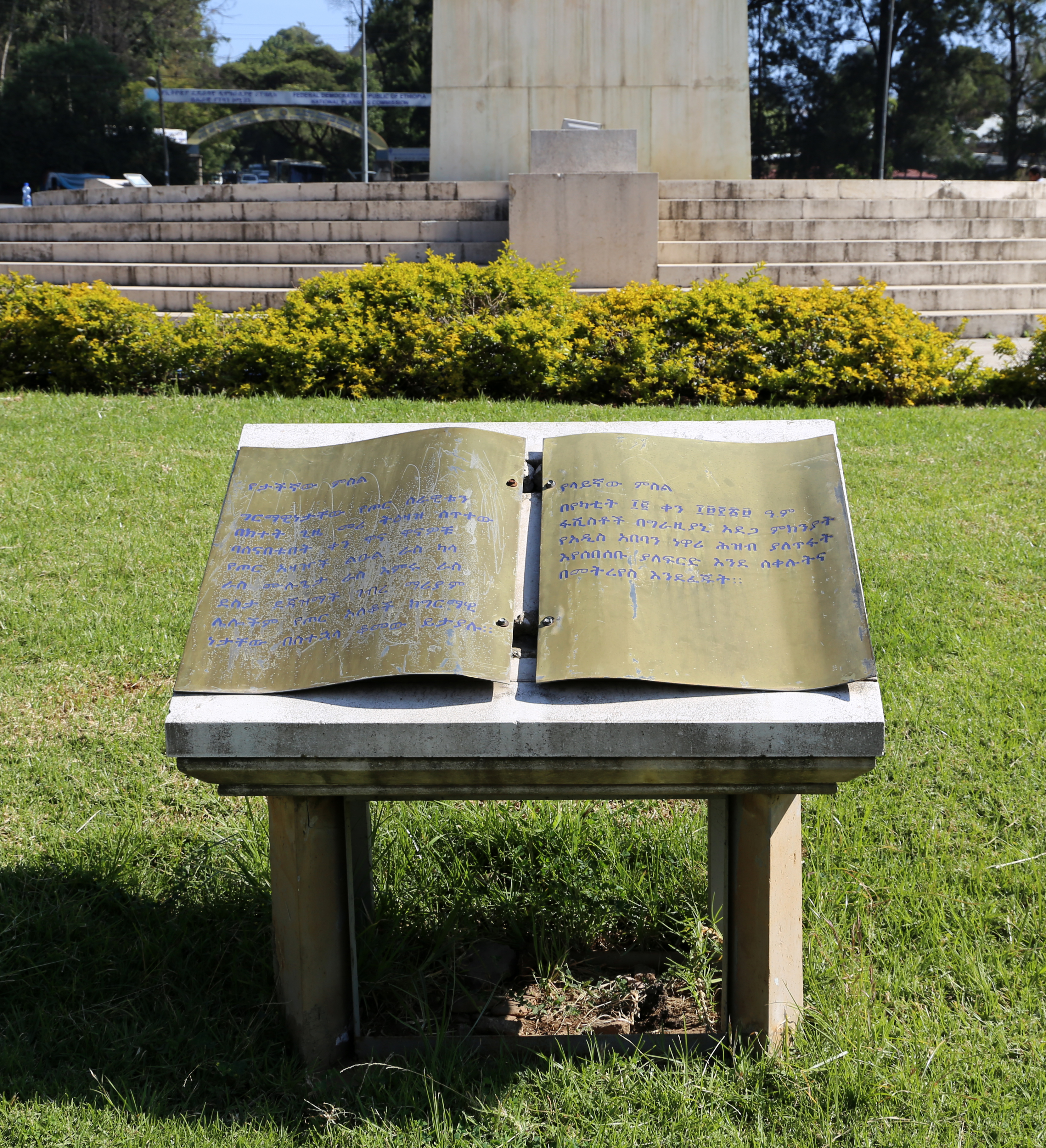
Auf Steintafeln in Form aufgeschlagener Bücher wird die Geschichte des Pogroms auf Amharisch erläutert

Das Yekatit-12-Denkmal ist ein Denkmal in Addis Abeba, das an das Pogrom von Addis Abeba, ein italienisches Kriegsverbrechen in Äthiopien, erinnert. Das Pogrom fand vom 19. bis 21. Februar 1937 statt und wird nach dem Startdatum im äthiopischen Kalender als Yekatit 12 (amharisch  የካቲት ፲፪) bezeichnet. Das Denkmal ist ein Obelisk in der Mitte des Kreisverkehrs des Sidist-Kilo-Platzes (amharisch „Sechs Kilometer“), auch „Yekatit-12-Platz“ genannt.

## Beschreibung
Das Denkmal ist ein 28 Meter hoher, weißer Obelisk aus Stein. Es wurde am 2. November 1944 durch den äthiopischen Kaiser Haile Selassie eingeweiht. Seit 1955 sind im unteren Bereich zwei Reliefs angebracht, gearbeitet in Bronze, die jeweils um den Obelisken herumlaufen. Die Skulpturengruppen der jugoslawischen Bildhauer Antun Augustinčić und Frano Kršinić stellen Szenen des Pogroms und weiterer Kriegsverbrechen wie den Einsatz von Giftgas sowie die Bestattung von Opfern in der Kathedrale der Heiligsten Dreifaltigkeit nach der Befreiung des Landes dar. Darüber ist auf einer Seite ein Fries des Löwen von Juda zu sehen, des Symbols von Kaiser Haile Selassie und von Äthiopien bis 1991. Als die äthiopische Militärjunta 1974 an die Macht kam, entfernte sie alle Löwensymbole des Kaisers im Lande, nur nicht auf diesem Denkmal. Der Obelisk steht auf einem erhöhten Sockel, zu dem sechs Stufen aus drei Richtungen führen.

## Gedenken
Die Einweihung der Skulpturen am Denkmal fand am 14. Dezember 1955 anlässlich des offiziellen Besuchs des jugoslawischen Präsidenten Josip Broz Tito in Äthiopien statt, der bei dieser Gelegenheit auch die Ehrenbürgerschaft und die Schlüssel der Stadt Addis Abeba erhielt. Seitdem legte Haile Selassie jeden 19. Februar einen Kranz am Fuße des Obelisken nieder. Die Gedenkpraxis wurde auch während des Derg-Regimes von Mengistu Haile Mariam fortgesetzt. Anschließend wurde der Kranz vom Bürgermeister von Addis Abeba und in jüngerer Zeit vom Präsidenten Äthiopiens niedergelegt.

## Name
Für das Yekatit-12-Denkmal sind auch die Namen „Denkmal für die Opfer des Faschismus“, „Denkmal für die Märtyrer“ oder nach der Bezeichnung  des Platzes „Sidistkilo“ gebräuchlich.

## Geschichte der Bronzeskulpturen
Während seines Besuchs beim jugoslawischen Präsidenten Josip Broz Tito traf der äthiopische Kaiser Haile Selassie auf den Brijuni-Inseln den kroatischen Bildhauer Antun Augustinčić. Der Kaiser lud Augustinčić ein, ein Denkmal für die Opfer des Pogroms in Addis Abeba zu entwerfen und meinte: „Wer könnte das Leid der Opfer des Faschismus besser darstellen als Sie?“ Augustinčić nahm die Einladung an und rief seinen Kollegen Frano Kršinić an, mit dem er die Idee für das Denkmal für die Opfer des Faschismus entwarf. Nachdem er das Yekatit-12-Denkmal fertiggestellt hatte, errichtete Augustinčić auch das Denkmal für die äthiopischen Partisanen in Holeta und das Denkmal für Ras Mӓkonnen in Harar. Um ein Feedback und Anweisungen für das Denkmal in Harar zu geben, reiste der äthiopische Künstler Afewerk Tekle nach Zagreb, wo er sich mit Augustinčić austauschte.